# Михос, Димитрис
Дими́трис Ми́хос (греч.  Δημήτρης Μίχος 1890—1963) — офицер ВВС Греции, командир партизанских соединений Народно-освободительной армии Греции (ЭЛАС) на полуострове Пелопоннес.

## Служба в греческой армии и ВВС
Димитрис Михос родился в селе Лапанаги Ахайя в 1890 году.
В 1909 году, в возрасте девятнадцати лет, вступил на службу в Сухопутные войска Греции и в звании унтер-офицера принял участие в Балканских войнах.
В 1917 году был переведен в, только что созданное, авиационное подразделение армии и стал пилотом. В период 1919—1922 годов принял участие в Малоазийском походе греческой армии и был награждён.
После войны стал одним из ключевых руководителей (королевских) ВВС Греции, инструктором по ночным полётам и, достигнув звания подполковника авиации, стал заместителем командира военного аэродрома в Татой, недалеко от греческой столицы. Был демобилизован в 1939 году, но с началом греко-итальянской войны 28 октября 1940 года был возвращён на службу и в звании полковника авиации принял командование аэродромом Фалера.

## С Народно-освободительной армией Греции
С началом тройной, германо-итало-болгарской, оккупации Греции, Михос попытался создать свою, местную, организацию Сопротивления, под именем «Новая Филики Этерия». Однако вскоре он вступил в созданный по инициативе Коммунистической партии Греции и создавший организации по всей стране Национально-освободительный фронт Греции (ЭАМ).
В силу этого, Михос вскоре был арестован итальянцами и пробыл в тюрьме несколько месяцев. За это время ЭАМ реорганизовал свои партизанские отряды в Народно-освободительную армию Греции (ЭЛАС).
После своего освобождения Михосу, как кадровому офицеру, было поручено возглавить соединения ЭЛАС в его родном регионе Ахайя. Михос получил партизанский псевдоним «Скопа» или «Старик-Михос», но стал более известным под именем «капитан Михос».
Михос внёс решительный вклад в создание регулярных соединений ЭЛАС в регионе, возглавил их первый бой против итальянцев в Пиргаки у города Эгион. Последовал ряд других боёв, самым значительным из них бой у Леонтио.
Впоследствии Михосу, совместно с «капитаном Пелопидасом» (Ласкас, Пантелис), было поручено возглавить соединения ЭЛАС всего Пелопоннеса.
В апреле 1944 года Михос был избран депутатом в Парламент гор (ΠΕΕΑ), при так называемом «Правительстве гор»:691.
К декабрю 1944 года, когда начались бои городских отрядов ЭЛАС в Афинах против британской армии, Михос был направлен в генштаб ЭЛАС:757.

## После освобождения
В 1945 году, после подписания Варкизского соглашения начался период «Белого террора» против коммунистов и бывших бойцов ЭЛАС. Михос был арестован и заключён в тюрьму в городе Патры.
Михос был в числе 83 высших офицеров ЭЛАС, сосланных в июле 1946 года на острова Икария-Наксос-Фолегандрос:829.
В 1947 году он был отправлен в Концентрационный лагерь Макронисос:847.
В 1950 году вновь был осуждён к десятилетнему тюремному заключению.
В тюрьме он написал свои мемуары — «Тетради» — которые сохранились под заголовком «Сопротивление в Морее».
Димитрис Михос умер в Афинах в 1963 году.